# チャ・ウンテク

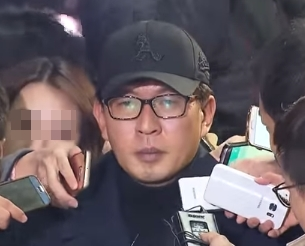
2016年11月8日、ソウル中央地方検察庁に出頭するチャ・ウンテク

車 恩沢（チャ・ウンテク、朝鮮語: 차 은택、1969年12月16日 -）は大韓民国の音楽家、映像監督、実業家。広告会社「アフリカ・ピクチャーズ」社長。2016年に霊媒師・崔順実との関係が注目されるようになり、崔らとともに逮捕されている。

## 略歴
チャ・ウンテクは広告界、音楽界、映画界など芸術分野で広く活動する映像の専門家である。1997年、イ・ミンギュのミュージック・ビデオ「お嬢さん」でデビュー。イ・ヒョリの「U-Go-Girl」、BIGBANGの「LIES」、Waxの「化粧を落として」、李承桓の「懇願」、ブラウンアイズの「もう1年」などのミュージック・ビデオを手がけた。SKテレコムの「赤い悪魔シリーズ」やチョン・ウソン・チョン・ジヒョンの「2%だけ足りない時」、イ・ヒョリの「アニメモーション」などのCM監督も務めた他、歌手白智榮の「愛さない」の作詞にも携わっている。2001年・2005年・2006年の三度にわたってゴールデンディスク賞ミュージックビデオ監督賞を受賞し、2002年にはカンヌライオンズ 国際クリエイティビティ・フェスティバルニューメディア部門金賞を受賞している  。
朴槿恵政権で大統領秘書室首席秘書官を務めた金尚律は母方の叔父にあたる。朴槿恵政権発足後、急速に芸術・芸能界における存在感を高め、2014年8月に大統領直属の文化隆盛委員に任命され、仁川アジア大会の映像監督、ミラノ万博韓国館映像監督、創造経済推進団長など要職を歴任 。「文化界の皇太子」と呼ばれるまでになり、その地位を利用して金鍾德や金尚律、宋星珏などの腹心を政府や業界団体の人事に反映させた。青瓦台にもフリーパスで出入りしていた。スポーツ開発院が国民体操として2年間で2億ウォン以上かけて開発した「コリア体操」を直前で自身が関与する「ヌルプム体操」に差し替えたとされる。2015年度に3億5000万ウォンの政府予算がつぎ込まれ朴槿恵大統領も積極的に推進するなど、鳴り物入りでお披露目されたが、朝鮮放送は「知っている人もやってる人も皆無」としている。
2016年10月26日、崔順実ゲート事件に関連して、朴槿恵の腹心の安鐘範・前政策調整首席秘書と通謀して、通信大手KTの役員に側近を就任させ、自身が実質的支配者であるプレイグラウンドコミュニケーションズをKTの代理店とした職権乱用・権利行使妨害などの疑いで逮捕された。なお、普段はカツラをつけていたため、ソウル拘置所からソウル中央地検に送検される最中にカツラなしで現れた際には、一時「替え玉」説も浮上した。

## 学歴
- 徽文高等学校（朝鮮語版）卒業[11]
- 尚志大学校 工芸学科卒業[11]
- 弘益大学校 映像大学院映像デザイン学修了[11]
- 東国大学校 文化芸術大学院演劇映画学修了[11]

## 脚註
1. ↑  정현목. 미르 재단 논란의 중심에 선 차은택 감독은 누구? 백지영 '사랑안해' 가사 쓰기도. 중앙일보. 2016년 9월 28일.
2. ↑  '미르재단 의혹' 차은택 정조준한 야당. JTBC. 2016년 9월 28일.
3. ↑  강윤주. “차은택, 朴대통령 해외 순방 행사도 관여”. 한국일보. 2016년 10월 1일.
4. ↑  박대로. 민주당 "미르의혹 이승철·차은택, 요직 차지". 뉴시스. 2016년 10월 3일.
5. ↑  김소현. ‘靑 비선실세 핵심’ 의혹 차은택은 누구인가. 헤럴드경제. 2016년 10월 6일.
6. ↑  김경준. (인물 360°) 크리에이터 차은택, ‘문화 황태자’ 변신 배경은. 한국일보. 2016년 10월 15일.
7. ↑  大統領の「セキュリティ客」チャ・ウンテク東亜日報日本語版 2016年8月27日
8. ↑  「ヌルプム体操」とは？ 韓国・朴槿恵大統領の知人、文化事業で利権あさりかハフィントン・ポスト 2016年11月12日
9. ↑  朴大統領親友の側近の逮捕状請求 職権乱用容疑など＝検察朝鮮日報日本語版 2016年11月10日
10. ↑  ＜崔順実ゲート＞かつらなしで現れたチャ・ウンテク容疑者に一時「替え玉」説中央日報日本語版 2016年11月11日
11. 1 2 3 4  
차은택 '학력 세탁' 의혹… 동대·홍대 "학부 출신 아니다"뉴데일리경제 2016年11月07日